# Пішколт
Пішколт (рум. Pișcolt) — село у повіті Сату-Маре в Румунії. Адміністративний центр комуни Пішколт.
Село розташоване на відстані 456 км на північний захід від Бухареста, 49 км на південний захід від Сату-Маре, 132 км на північний захід від Клуж-Напоки.

## Населення
За даними перепису населення 2002 року у селі проживали 2284 особи.
Національний склад населення села:
| Національність | Кількість осіб | Відсоток |
| -------------- | -------------- | -------- |
| румуни         | 1127           | 49,3%    |
| угорці         | 722            | 31,6%    |
| цигани         | 428            | 18,7%    |
| німці          | 7              | 0,3%     |

Рідною мовою назвали:
| Мова      | Кількість осіб | Відсоток |
| --------- | -------------- | -------- |
| румунська | 1157           | 50,7%    |
| угорська  | 1120           | 49,0%    |
| німецька  | 5              | 0,2%     |